# Verein für musikalische Privataufführungen
Verein für musikalische Privataufführungen (pol. Stowarzyszenie Prywatnych Wykonań Muzycznych) – organizacja muzyczna założona przez Arnolda Schönberga, działająca w Wiedniu, w latach 1918–1921.

## Organizacja
Stowarzyszenie rozpoczęło działalność 29 grudnia 1918. Prezesem został Arnold Schönberg, wspierany przez 19-osobową radę dyrektorów, w skład której wchodzili jego przyjaciele i uczniowie. Celem stowarzyszenia było „zapewnienie artystom i miłośnikom sztuki prawdziwej i precyzyjnej wiedzy o nowej muzyce” poprzez organizowanie niepublicznych koncertów przeznaczonych wyłącznie dla członków Stowarzyszenia. Na koncerty wchodziło się za okazaniem legitymacji ze zdjęciem, zaś przedstawicieli prasy (krytyków, recenzentów) objęto całkowitym zakazem wstępu . 
Wybór repertuaru pozostawał w gestii Schönberga. Program nie był wcześniej ogłaszany, a podczas koncertów zabroniony był aplauz lub okazywanie dezaprobaty. Ze względów dydaktycznych repertuar był często powtarzany nawet czterech razy w sezonie, a czasem wykonywano utwór dwukrotnie podczas jednego koncertu, aby muzyka była bardziej zrozumiała . Obowiązywały najwyższe standardy wykonawstwa, program koncertów był intensywnie ćwiczony pod kierunkiem Vortragsmeister, czyli „mistrzów prób” odpowiedzialnych za przygotowanie muzyków do koncertów. Owymi mistrzami byli m.in. Alban Berg, Anton Webern, Erwin Stein, Edward Steuermann, Rudolf Kolisch, Felix Greissle. Wykonawcami najczęściej byli uczniowie Schönberga, szczerze zainteresowani nową muzyką i na tyle zdyscyplinowani by nie ulegać pokusie wirtuozerii na pokaz.

## Repertuar
W ciągu trzech lat istnienia Stowarzyszenie dało 353 wykonania 154 kompozycji w ramach 117 koncertów. Próby i koncerty odbywały się w Wiener Konzerthaus, Wiener Musikverein lub w sali balowej Kaufmännischer Verein. Wśród kompozytorów byli Gustav Mahler, Richard Strauss, Ferruccio Busoni, Max Reger, Claude Debussy, Erik Satie, Igor Strawinski, Maurice Ravel, Anton Webern, Alban Berg, Béla Bartók, Josef Matthias Hauer. Wykonywano także dzieła polskich kompozytorów: Karola Szymanowskiego (Mity, Maski, Pieśni miłosne Hafiza), Aleksandra Tansmana i Henryka Opieńskiego. Dopiero w 1920 do programu dodano kompozycje Schönberga. 
Ponieważ Stowarzyszenie nie dysponowało żadną orkiestrą symfoniczną, dokonywano transkrypcji na zespoły kameralne takich utworów orkiestrowych, jak np. Pięć utworów orkiestrowych Schönberga, VII Symfonia Brucknera, IV Symfonia Mahlera, Suita romantyczna Regera, Berceuse élégiaque Busoniego, Preludium do „Popołudnia fauna” Debussy’ego i wielu innych .
Stowarzyszenie zostało rozwiązane 5 grudnia 1921 z powodu trudności finansowych spowodowanych hiperinflacją i głębokim kryzysem gospodarczym w Austrii. 